# Ferran Blasi Birbe
Ferran Blasi Birbe (Barcelona, 6 de marzo de 1929-Barcelona, 1 de noviembre de 2021) fue un sacerdote, teólogo, periodista, traductor al catalán y escritor español. Ordenado sacerdote en 1959 e incardinado en la Prelatura del Opus Dei.

## Biografía
Nació en el barrio barcelonés de la villa de Gracia, en España. Cursó el bachillerato en el colegio de su barrio, que había sido fundado por iniciativa de san Antonio María Claret. De esos años, guardó el recuerdo de la maestría de algunos de sus profesores, como el latinista José María Mir Tristany.
Licenciado en Derecho por la Universidad de Barcelona y en Periodismo por la Universidad de Navarra, se doctoró en Teología por la Pontificia Universidad Lateranense. Ei 8 de octubre de 1959 comenzó su actividad docente en el Instituto de Derecho Canónico del Estudio General de Navarra. Recibió la ordenación sacerdotal en 1959.
Trabajó como periodista en el Diario de Barcelona, La Vanguardia y la revista Palabra, y fue colaborador habitual de los diarios El Punt, Diari de Tarragona, La Manyana y el Diari de Girona. También fue corresponsal en Italia y Francia. Fue un periodista especializado en información religiosa que vivió el Concilio Vaticano II desde Grenoble.
Especialista en los textos bíblicos, publicó diversas obras de teología e historia, y tradujo al catalán varios libros de san Josemaría Escrivá de Balaguer y san Juan Pablo II. Sus escritos habitualmente tratan cuestiones relacionadas con los principios éticos, jurídicos y teológicos, y aportan una visión positiva.
Formó parte de la redacción de la revista Mundo, donde durante años tuvo a su cargo la sección semanal de Religión. También fue redactor del Mundo Diario del mismo grupo, y como enviado especial siguió el primer viaje de Juan Pablo II a Polonia, y fue asesor de la editorial Dopesa (Documentación periodística). Colaboró en dos publicaciones promovidas por la Generalidad de Cataluña y editadas por Claret: "Diccionario de los catalanes de América y Diccionario de Historia Eclesiástica de Cataluña. Participó en diversas obras colectivas sobre el historiador Joan Bonet i Baltà y el papirólogo Ramón Roca Puig. También colaboró regularmente en la revista Nuestro Tiempo, Temes d'avui y en otras revistas culturales, como Revista de Catalunya y Catalunya Cristiana. 
Falleció a los 92 años, en Barcelona.